# Махадева
Махадева (тел. మహాదేవుడు; д/н–1199) — магараджа Держави Какатіїв в 1195—1199 роках.

## Життєпис
Другий син нріпаті Проли II. Після загибелі 1195 року старшого брата — магараджи Пратапарудри I — посів трон. Продовжив боротьбу проти Джайтугі, чакравартіна держави Сеунів. Перебіг боротьби достеменно невідомий, але під час однією з військових кампаній його син Ганапатідева потрапив у полон.
1199 року виступив на Сеунів, але в битві біля Девагірі Махадева зазнав поразки й загинув. Внаслідок цього Джайтугі змуів поставити на трон Какатіїв Ганапатідеву, що визнав зверхність Держави Сеунів.